# 帖佐宗光
帖佐 宗光（ちょうさ むねみつ）は、安土桃山時代から江戸時代初期にかけての武将。島津氏の家臣。

## 生涯
帖佐氏は平姓平田氏の一族。永禄3年（1560年）、帖佐宗治の子として誕生。
父・宗治は島津義弘の足軽大将で、軍奉行等も務めた。宗光も足軽大将として義弘に仕え、天正10年（1582年）肥前国の田尻鑑種が龍造寺隆信に対して謀反し、島津家に助勢を頼んだ際には、義弘の命で田尻但馬らと共に数ヶ月ほど田尻氏の城に入った。
義弘の豊後国入りにも従い、島津家久の下へ義弘からの使者として赴いた際は、家久に留め置かれその軍奉行を務めると共に、天正14年（1586年）12月9日の豊前国緒方城攻めの際に首級を2つ、同月11日の豊臣氏との合戦でも首級5つを討ち取った。翌天正15年（1587年）の根白坂の戦いで島津勢が敗戦した際、家久が討ち死にする心算であると聞き及んだ義弘より、それを制止するための使者として遣わされたが、家久がそれを聞き届けず、宗光が切腹を覚悟で諫言した事で漸く家久もこれに応じた。
天正16年（1588年）に島津家が豊臣秀吉より播磨国1万石を拝領した際は、市来掃部兵衛と共にその代官を仰せ付かり数年ほど伏見に住んだ。天正18年（1590年）、義弘の次男・久保が小田原征伐に出陣した際はこれに同行、文禄の役にも久保の供をし、兵糧奉行並びに普請方・玉薬賦方にも任じられている。
朝鮮より帰国後は義弘の三男・忠恒の供として伏見に住み、忠恒が伊集院忠棟を殺害した際は、その報告を薩摩国の島津義久へ報告する隠密の使者となった。また忠恒に従い庄内の乱にも参加する一方、その合戦の様子を伏見の義弘へ伝える報告役も担ったが、そのまま伏見に留め置かれ関ヶ原の戦いに従軍、薩摩へ逃れる義弘の傍らにあってその供をし、この功により100石を賜った。
元和2年（1616年）、死去。享年57。